# Призрак Чёрной Бороды
«Призрак Чёрной Бороды» (англ. Blackbeard's Ghost) — американская кинокомедия в жанре фэнтези 1968 года режиссёра Роберта Стивенсона.
Премьера фильма состоялась 15 января 1968 года.

## Сюжет
Спортивный тренер по лёгкой атлетике покупает на распродаже древнюю постельную грелку, и вместе с ней и призрака знаменитого английского пирата XVIII века Эдварда Тича по прозвищу «Чёрная Борода», который был проклят и должен скитаться в небытии, пока не совершит доброе дело.
Случайно вызванный дух страшного и бессердечного пирата, который давно считался мертвым, материализовался в маленьком городке Новой Англии, и получает шанс вырваться, если решится помочь спортивной команде колледжа, у которой нет ни малейшего шанса выиграть состязание и спасти местный отель от бандита.

## В ролях
- Питер Устинов — Капитан Чёрная Борода
- Дин Джонс — Стив Уокер
- Сюзанн Плешетт — Джо Энн Бейкер
- Эльза Ланчестер — Эмили Стоукрофт
- Джоби Бэйкер — Силки Сеймура
- Эллиот Рид —  телекомментатор
- Ричард Дикон — Дин Уитон
- Норман Грабовски — Вирджил
- Келли Тордсэн — полицейский на мотоцикле
- Майкл Конрад — Пайнтоп Первис
- Херби Фэй — крупье
- Джордж Мердок — главный чиновник
- Генри З. Джонс — Гаджер Ларкин
- Нед Гласс — Теллер
- Гил Лэмб — официант
- Алан Карни — бармен
- Тед Маркланд —  Чарльз
- Лу Новак — Леон
- Чарли Брилл — Эдвард
- Херб Вигран — Дэнни Оли
- Уильям Фосетт — мистер Эйнсворт, служащий банка
- Бетти Бронсон — старая леди
- Элси Бейкер — старая леди
- Кэтрин Миннер — старая леди
- Сара Тафт —  старушка

Фильм в прокате в кинотеатрах Северной Америки заработал 5 миллионов долларов.